# Enterprise 2.0
Enterprise 2.0 bezeichnet im engeren Sinn den Einsatz von sozialer Software zur Projektkoordination, zum Wissensmanagement und zur Innen- und Außenkommunikation in Unternehmen. Diese Werkzeuge fördern den freien Wissensaustausch unter den Mitarbeitern. Sie erfordern ihn aber auch, um sinnvoll zu funktionieren.
Im weiteren Sinn umfasst der Begriff nicht nur die Werkzeuge selbst, sondern auch die Tendenz der Unternehmenskultur weg von der hierarchischen, zentralen Steuerung und hin zur autonomen Selbststeuerung von Teams, die von Managern eher moderiert als geführt werden (siehe hierzu auch Smart Collaboration).

## Entstehung des Begriffs
Der Begriff Enterprise 2.0 geht auf Andrew Paul McAfee zurück. In seinem Artikel Enterprise 2.0: The Dawn of Emergent Collaboration beschreibt er, wie soziale Software im Unternehmenskontext eingesetzt werden kann, um die Zusammenarbeit der Mitarbeiter zu unterstützen. Unter dem Begriff SLATES (englisch slates, auf Deutsch: Schiefertafeln; in Anlehnung an die Abkürzung WIMP) fasst er die Prinzipien, Merkmale und Eigenschaften von Web-2.0-Werkzeugen zusammen; SLATES steht für die Abkürzung
- Search,
- Links,
- Authoring,
- Tags,
- Extensions and
- Signals

Er argumentiert, dass das Auffinden von Informationen (Search) im Internet nachweislich besser funktioniert als in Intranets, weil die Masse der Nutzer durch Links Informationen strukturieren und bewerten. Links werden von Suchmaschinen ausgewertet. Durch eine vergleichbare Masse an Strukturen, die von Mitarbeitern mit Hilfe von einfachen Autoren-Tools (Authoring) und Verschlagwortung (Tags) erstellt werden, könnten Unternehmen die Vorteile der Weisheit der Vielen nutzen. Indem Nutzungsdaten für automatisierte Inhaltsvorschläge (Extensions) verwendet werden, können thematisch ähnliche Inhalte leichter entdeckt werden („Nutzer, die diesen Beitrag spannend fanden, fanden auch …“). Signale wie RSS-Web-Feeds (Signals) machen Änderungen verfolgbar.
McAfee verwendet den Begriff für Web-2.0-Technologien zur Erzeugung, gemeinsamen Nutzung („sharing“) und Verfeinerung von Informationen, mit denen Wissensarbeiter in Unternehmen ihre Vorgehensweisen und Ergebnisse sichtbar machen (, S. 23). In einer weiteren Definition dehnt er den Nutzerkreis auf unternehmensübergreifende Kommunikation aus:

„Enterprise 2.0 is the use of emergent social software platforms within companies, or between companies and their partners or customers“

Richter und Koch erweitern den Begriff unter Bezugnahme auf einen Information-Week-Artikel und die Enterprise-2.0-Konferenz 2007 um die notwendigen Veränderungen der Unternehmenskultur:

„Enterprise 2.0 bedeutet vielmehr die Konzepte des Web 2.0 und von Social Software nachzuvollziehen und zu versuchen, diese auf die Zusammenarbeit in den Unternehmen zu übertragen.“

Buhse und Stamer beschreiben aufgrund von Erfahrungen im eigenen Unternehmen die notwendigen strategischen Änderungen in Marketing und Public Relations, die sich aus dem Einsatz von Social Software ergeben. Sie plädieren für eine ehrlichere Kommunikationskultur, bei der auch die Außenkommunikation von den Mitarbeitern gemacht wird und das Management lediglich Themen lanciert und Richtungen vorgibt. Bisher zentral gesteuerte Bereiche wie Markenführung und Public Relations müssen in dieser Hinsicht neu überdacht werden.
Als typische Beweggründe für Enterprise-2.0-Projekte nennt Buhse „Motivation in unsicheren Zeiten (Standortverlagerung, Umsatzeinbruch)“, „Neuaufstellung von Teams (Ausgründungen, strategische Ausrichtung)“, „Steigerung der Marktorientierung (Öffnung zum Kunden, Verbindung von Forschung/Entwicklung und Vertrieb)“, „Innovationsoffensive (neue Märkte, Produkteinführungen, Innovationsführerschaft)“ sowie „Hochdynamische Marktveränderungen (Internet für die Medienindustrie, Absatzkrise etc.)“.
Enterprise 2.0 ist in der Regel Bestandteil eines Digitalen Unternehmens.